# Estádio Municipal Leonardo Barbieri
Estádio Municipal Leonardo Barbieri – stadion piłkarski w Águas de Lindóia, São Paulo (stan), Brazylia, na którym swoje mecze rozgrywa klub Brasilis Futebol Clube.